# Prefectura de Kpendjal
La prefectura de Kpendjal es una prefectura de Togo. Se trata de una de las cinco prefecturas que forman la región de las Sabanas, al norte del país. Su chef-lieu es Mandouri. La prefectura fue creada en 1991, cuando la prefectura de Tône fue dividida en tres: Kpendjal, Tandjoaré y Tône.

## Geografía
Está ubicada al norte de Togo. Es limítrofe con Burkina Faso al norte y con Benín al este.
La prefectura tiene los siguientes límites:
| Noroeste: Región Este, Burkina Faso              | Norte: Región Este, Burkina Faso | Noreste: Región Este, Burkina Faso y Departamento de Atakora, Benín |
| Oeste: Prefectura de Tône                        |                                  | Este: Departamento de Atakora, Benín                                |
| Suroeste: Prefectura de Tône y Prefectura de Oti | Sur: Prefectura de Oti           | Sureste: Prefectura de Oti y Departamento de Atakora, Benín         |

## Demografía
| Gráfica de evolución demográfica de Prefectura de Kpendjal entre 1995 y 2010                                                        |
| |
| Fuente: Unité de Recherche Démographique. Datos estimados para 2000 y 2005. Datos para 2010 de Statoids Datos para 2010 de Statoids |